# Protoblepharon
Protoblepharon es un género de peces de la familia Anomalopidae, del orden Beryciformes. Este género marino fue descrito científicamente en 1997 por Carole C. Baldwin, G. David Johnson y John Richard Paxton.

## Especies
Especies reconocidas del género:
- Protoblepharon mccoskeri H. C. Ho & G. D. Johnson, 2012[2]
- Protoblepharon rosenblatti C. C. Baldwin, G. D. Johnson & Paxton, 1997